# Notre-Dame-de-l'Isle
Notre-Dame-de-l'Isle è un comune francese di 708 abitanti situato nel dipartimento dell'Eure nella regione della Normandia.

## Società

### Evoluzione demografica
Abitanti censiti